# Laguna Barros Negros
La laguna Barros Negros es un cuerpo de agua superficial salado ubicado en el llano de la cuenca del salar de Atacama en la Región de Antofagasta.

## Ubicación y descripción
Está comunicado por medio del canal Burro Muerto con la laguna Chaxa y forma un importante ecosistema dentro de la cuenca.

## Hidrología
Estos cuerpos de agua son producto del ascenso en ese lugar de las aguas provenientes de la planicie aluvial. Junto a otros cuerpos de agua forman el sistema hidrológico Soncor.

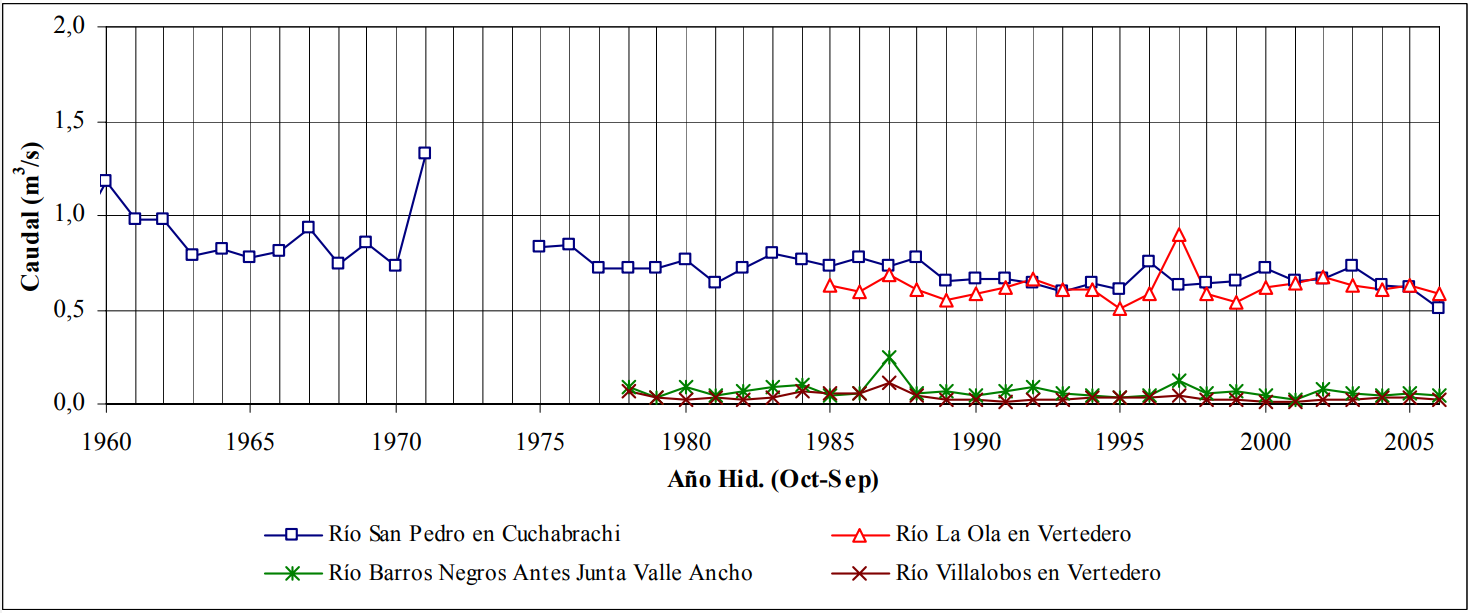
Caudales medios anuales del río Barros Negros y otros.

## Población, economía y ecología
Existe un aforo de la Sociedad Química y Minera de Chile para extraer agua del subsuelo.